# Sextius major
Sextius major är en insektsart som beskrevs av William Lucas Distant. Sextius major ingår i släktet Sextius och familjen hornstritar. Inga underarter finns listade i Catalogue of Life.